# 1423
Évszázadok: 14. század – 15. század – 16. század
Évtizedek: 1370-es évek – 1380-as évek – 1390-es évek – 1400-as évek – 1410-es évek – 1420-as évek – 1430-as évek – 1440-es évek – 1450-es évek – 1460-as évek – 1470-es évek
Évek: 1418 – 1419 – 1420 – 1421 –  1422 – 1423 – 1424 – 1425 – 1426 – 1427 – 1428

## Események
- április 15. – Francesco Foscari velencei dózse megválasztása (1457-ig uralkodik).
- június 10. – VIII. Kelemen ellenpápa megválasztása.[1]
- július 31. – A cravant-i csata. A francia sereg vereséget szenved a Yonne folyónál.
- augusztus 23. – Az egyesült angol–burgundi sereg Verneuil-nél megveri a francia–skót sereget. Az angol–bungundi szövetséget John of Lancaster(wd), Bedford hercege és Burgundi Anna házasságával erősítik meg. Anna III. Fülöp burgundi herceg testvére.

## Születések
- július 3. – XI. Lajos francia király († 1483)
- július 22. – I. Ferdinánd nápolyi király († 1494)